# Azersu Office Tower
Azersu Office Tower (рус. Офисная башня Азерсу [Азерсу Офис Тауэр]) — высотное здание в городе Баку. Высотка предназначена для размещения штаба национального оператора водных ресурсов Азербайджана.

## История
Ныне эксплуатируемое офисное здание АО «Азерсу» находится на Московском проспекте, в районе станции метро «20 января». Автомобильный трафик в данном районе сильно осложнен пробками. Кроме того, компания нуждается в дополнительных офисных площадях. В связи с этими обстоятельствами было решено построить новое более вместительное здание на незастроенных просторах проспекта Гейдара Алиева, являющимся основным местом реализации футуристических высотных зданий Баку и претендующим стать деловым центром столицы. В связи с тем, что данный проспект застраивается, главным образом, сложными в архитектурном исполнении высотками, было важно выбрать дизайн здания, который бы удачно сочетался с остальными строениями.
Для выбора проекта нового офисного здания АО «Азерсу» был проведен тендер среди архитектурных компаний. 9 августа 2012 года стало известно, что в тендере победила корейская компания Heerim Architects, предложившая проект здания в форме капли воды, тематически взаимосвязанный с близлежащим небоскребом (см. «Интересные факты»).
15 марта 2013 года в качестве застройщика была выбрана другая корейская компания Halla E&C. В то же время, Heerim Architects получила возможность заниматься управлением самого строительства (CM — construction management). В ноябре 2013 года из-за ограды строительной площадки стали появляться первые этажи Azersu Office Tower.
С 2016 года реализация и строительство проекта передано компании ALKE Inshaat Senayi ve Tijaret . В настоящее время проводятся работы по внутренней отделке здания и завершению работ.

## Проект
Офисное здание АО «Азерсу» построено в форме капли воды, отражая тем самым основной вид деятельности компании и близость Каспийского моря. Стоимость реализации проекта составило 120 000 000 долларов США. Средства на строительство были выделены из государственного бюджета.

## Месторасположение
Здание находится в Баку на проспекте Гейдара Алиева, по соседству расположен другой крупный объект (также предложенный Heerim Architects) — небоскрёб SOCAR tower.

## Интересные факты
Находящийся по соседству 40-этажный небоскрёб SOCAR tower олицетворяет собой движение огня. Azersu Tower в форме капли воды, не только отражает род деятельности штата компании, который расположится в ней, но и удачно сочетается с огненной тематикой соседнего здания. Таким образом, символы воды и огня, воплощенные в архитектурных формах, оказались по соседству на проспекте Гейдара Алиева.

## Галерея
| 9 август 2012  | Выбор проекта здания и подписание контракта с Heerim Architects |
| 15 марта 2013  | Подписание контракта с застройщиком Halla                       |
| 3 ноября 2013  | Появляются первые этажи                                         |
| 25 ноября 2013 | Появляются первые этажи                                         |
| 18 марта 2014  | Закладка 10 этажа                                               |